# Chironius flavolineatus
Chironius flavolineatus, popularmente conhecida como acutimboia, acutiboia, boitipó, caninana-marrom-listrada, cobra-cipó, cobra-espada e sacaiboia, é uma espécie de serpente da família dos colubrídeos (Colubridae). Ocorre nas terras baixas do Peru e através de formações abertas da Bolívia, Paraguai e Brasil, nos biomas do Cerrado, Caatinga, Amazônia e Mata Atlântica e nas Florestas Secas Chiquitanas, onde habita áreas de savana com predominância de gramíneas (estepes) e em formações mistas de caatinga, agreste, savana. É uma cobra não venenosa, de hábito diurno e semiarborícola.

## Etimologia
O nome popular acutimboia, e suas variantes acutiboia, acotiboia e cutimboia, derivam do tupi akuti'mboya, que é formado por aku'ti ("cutia") e mboya ("cobra"). Boitipó é uma corruptela de acutiboia, possivelmente influenciada por vocábulos iniciados em boi-, a partir do tupi mboya. Sacaiboia deriva do tupi ïsakai'mboya, que é formado por ïsaka'i ("sacaí", um tipo de macaco) e mboya ("cobra"). Caninana deriva do tupi ka'a, com o sentido de "mato, vegetação", e uma forma verbal de ñane, que significa "que corre, que se espraia". Foi registrado em ca. 1584 como caninana, em 1587 como caninam, em 1610 como carunana, em 1817 como cahinanna e em 1871 como cainana.
O nome Chironius foi cunhado por Leopold Fitzinger em 1826, mas provavelmente se originou em 1790 com Blasius Merrem, que usou o nome comum "Cobra de Quíron" para Coluber carinatus de Carlos Lineu. Na mitologia grega, Quíron era um centauro famoso por suas habilidades de cura. Da mesma forma, na civilização grega antiga, os doentes, em busca de cura, afluíam aos templos onde cobras sagradas eram cuidadosamente cuidadas e apresentadas aos sofredores. O epíteto específico flavolineatus faz referência à linha amarela presente em seu dorso, derivado do latim flavus (amarelo) e linea (linha).

## Taxonomia e sistemática
Chironius flavolineatus foi classificado pela primeira vez no século XIX, mas a autoria de seu nome específico foi por muito tempo motivo de controvérsia. Embora alguns autores atribuíssem a Jan (1863), por ter sido o primeiro a mencionar C. flavolineatus, outros argumentavam que sua descrição era demasiadamente vaga, impossibilitando a identificação precisa da espécie, e por isso reconheciam Boettger (1885) como o verdadeiro autor, por ter fornecido a primeira descrição diagnóstica completa. A localidade-tipo fornecida por Jan é o Brasil, sem maiores especificações. Os espécimes mencionados por Jan estão perdidos, e dada a caracterização da espécie por Bettger com base em dois espécimes do Paraguai, Bernal & Dubois (2023) sugeriram que, caso uma destes ainda exista, ele deve ser enquadrado como neótipo, o que resultaria na mudança de localidade-tipo. Hamdan et al. (2014) designaram MSNM 2729 como lectótipo da espécie, o que foi entendido como confirmação da classificação por Jan.
O gênero Chironius compreendem atualmente 21 espécies reconhecidas, amplamente distribuídas pela América Central e América do Sul. A primeira revisão taxonômica do gênero foi realizada por Bailey (1955), que reconheceu sete táxons, incluindo uma nova subespécie, Chironius multiventris foveatus. Posteriormente, Dixon et al. (1993) conduziram uma revisão sistemática abrangente do gênero, reunindo dados sobre caracteres merísticos, morfométricos, padrão de coloração e morfologia hemipeniana. Esses autores também propuseram a primeira hipótese de relações filogenéticas para Chironius, mas sem o uso de metodologia cladística, e descreveram quatro novos táxons. Hollis (2006) apresentou a primeira hipótese cladística de relações filogenéticas entre representantes do gênero, com base em dados morfológicos.
Mais recentemente, Klaczko et al. (2014) combinaram análises morfológicas e filogenéticas moleculares, corroborando a monofilia de Chironius, conforme proposto anteriormente por Dixon et al. (1993) e Hollis (2006). Fernandes & Hamdan (2014) descreveram uma nova espécie, Chironius diamantina, e revelaram que espécimes desse táxon haviam sido previamente identificados como C. flavolineatus em coleções herpetológicas, o que indicou uma superestimação dos limites taxonômicos de C. flavolineatus. A variação morfológica relatada, somada a observações pessoais em campo, motivou a investigação sobre se os espécimes comumente atribuídos a Chironius flavolineatus pertencem a uma ou mais linhagens evolutivas distintas.

## Descrição

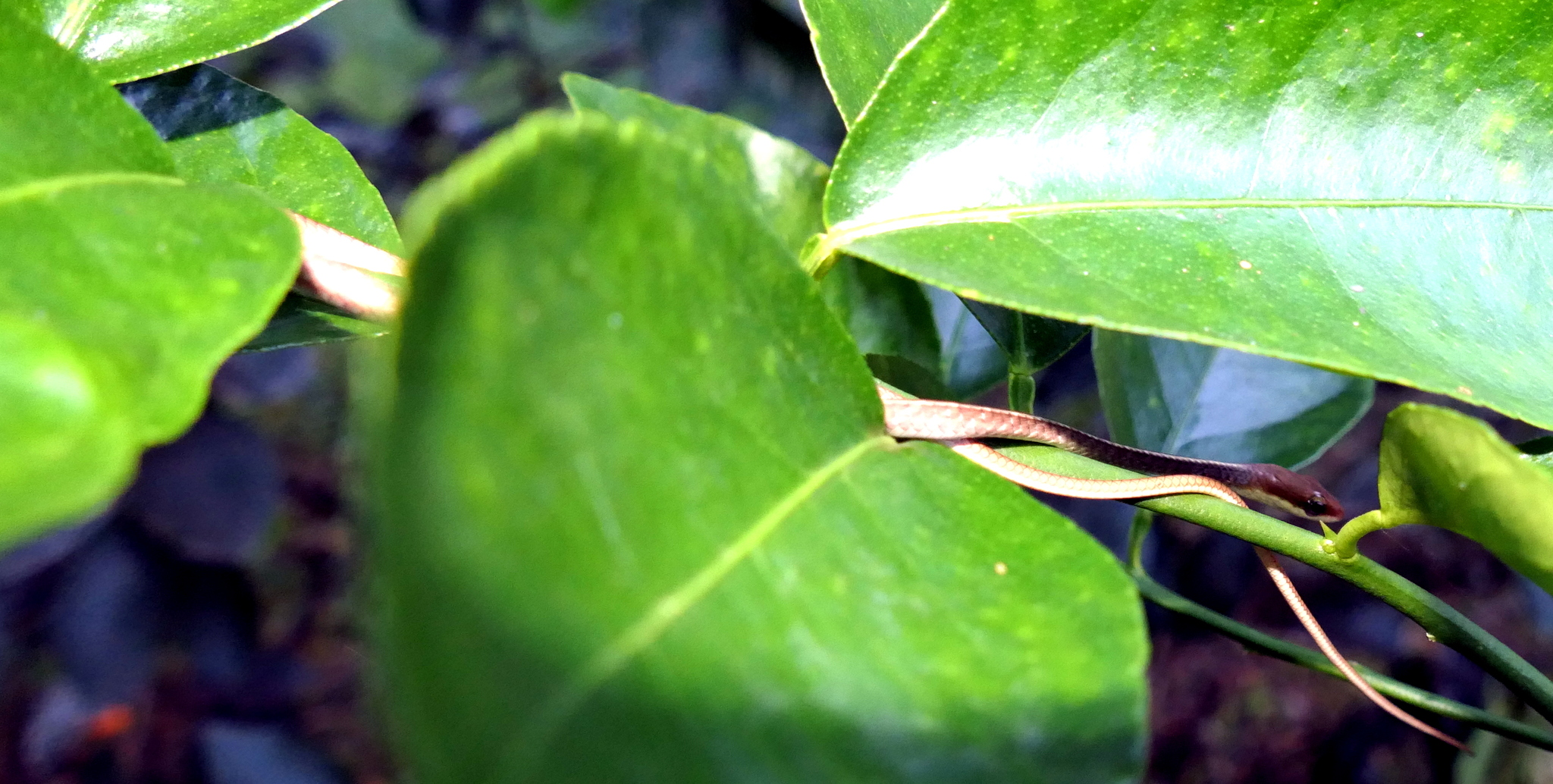
Indivíduo avistado em Paudalho, em Pernambuco

Chironius flavolineatus distingue-se de seus congêneres pela seguinte combinação única de caracteres morfológicos: primeiro terço do corpo preto ou cinza-escuro; faixa vertebral amarelada ou branco-creme, distinta das escamas dorsais da nuca e estendendo-se por quase todo o comprimento do corpo; dorso da cabeça castanho a marrom, contrastando com a coloração do corpo anterior; uma escama temporal posterior; escudo cloacal dividido; até duas fileiras de escamas dorsais quilhadas na região média do corpo; coloração ventral branco-creme ou amarelada, uniforme, sem ornamentação; ausência de listras escuras em ziguezague na porção médio-ventral das subcaudais; hemipênis sem espínulos entre os cálices e os espinhos abaixo da constrição no lado assulcado; sulco espermático posicionado na face côncava do órgão em vista lateral; processo ascendente da pré-maxila perpendicular ao eixo longitudinal do crânio; fenestra óptica excedendo a sutura frontoparietal; borda posterior do supratemporal não ultrapassando a caixa craniana; eixo dorsoventral do quadrado reto, alinhado ao eixo longitudinal do crânio.
Chironius flavolineatus apresenta dimorfismo sexual em relação ao tamanho corporal, com as fêmeas maduras sendo, em média, maiores que os machos. O comprimento rostro-cloacal (SVL) médio dos machos adultos é de 671,0 milímetros, com variação de 507 a 808 milímetros (N = 40), enquanto as fêmeas alcançam média de 714,3 milímetros, variando de 606 a 894 milímetros (N = 68). Tem maior semelhança com Chironius diamantina, o que suscitou sua confusão taxonômica nas coleções museológicas, mas as espécies apresentam algumas distinções: C. flavolineatus geralmente apresenta uma escama temporal posterior (C. diamantina de duas a quatro); escudo cloacal dividido (C. diamantina inteiro); de nenhuma a quatro fileiras de escamas dorsais quilhadas na região média do corpo (C. diamantina de seis a 10); escamas ventrais e subcaudais branco-creme, sem pigmentação (C. diamantina escamas ventrais com bordas escuras formando barras transversais conspícuas ao longo do ventre e subcaudais com listras escuras em ziguezague na sutura médio-ventral).

### Coloração
A coloração geral da cabeça, ventre e corpo em vida é semelhante à observada em espécimes preservados em álcool a 70%. Alguns indivíduos vivos exibem dorso marrom-avermelhado. O dorso da cabeça varia de castanho-amarelado a marrom, contrastando com a região anterior do corpo, que é preta ou cinza-escura. A faixa vertebral, clara e estreita, estende-se por quase todo o corpo e se funde gradualmente à coloração dorsal ao redor da metade do comprimento corporal. A região pós-ocular apresenta três padrões principais: ausência de pigmentação (71%), mancha escura (27%) ou, mais raramente, faixa escura contínua atingindo pós-oculares, temporais e últimos supralabiais (2%). A superfície ventral da cabeça é branco-creme. O dorso do corpo é acastanhado, com escamas de bordas esbranquiçadas ou pretas. A face ventral é amarelada, com presença de listras longitudinais em 55% dos espécimes (n = 145). Não foi detectada variação ontogenética: filhotes exibem o mesmo padrão de coloração dos adultos.

### Elementos glandulares

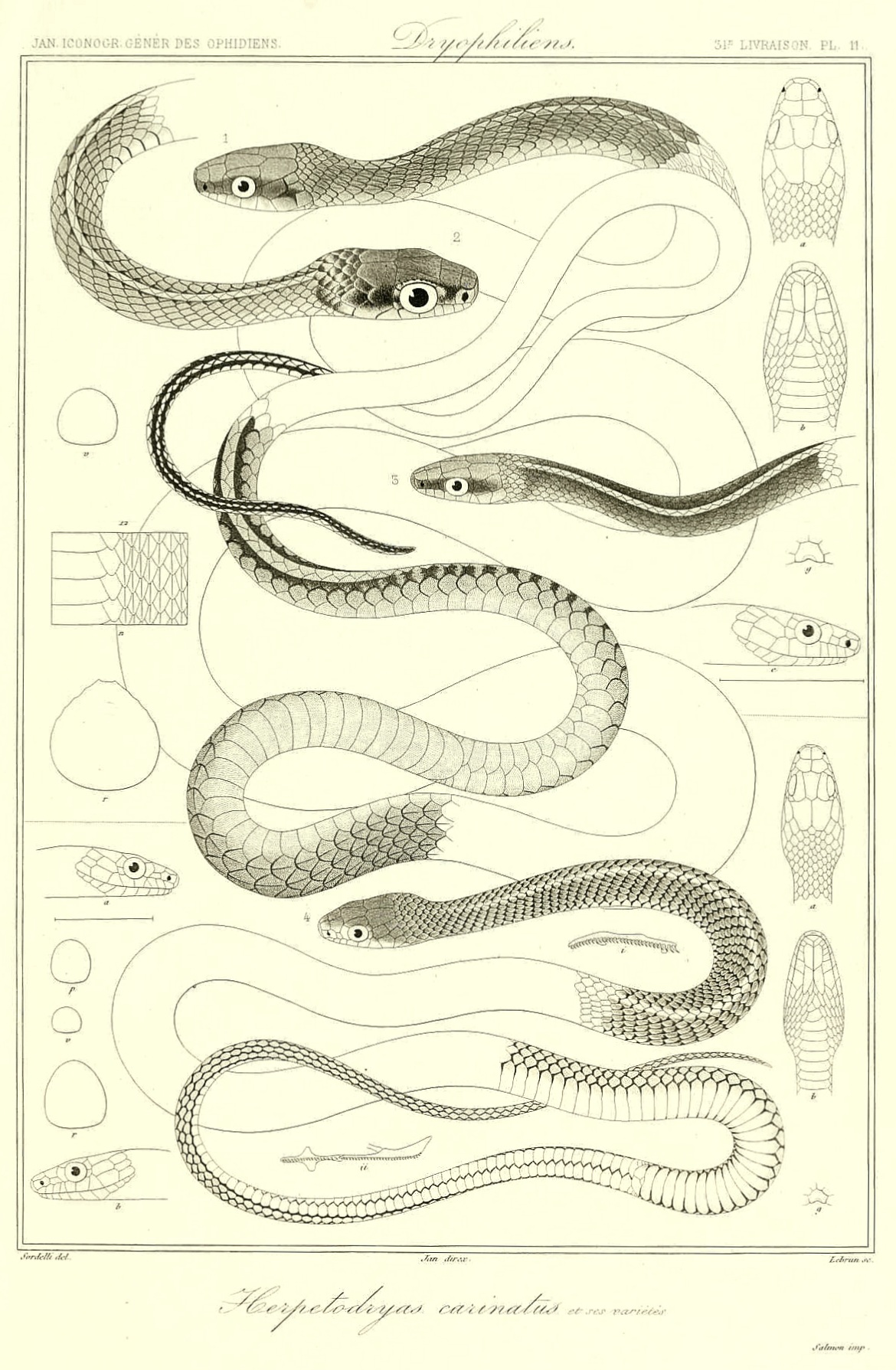
Esboço de características de Chironius flavolineatus feito em 1869 por Ferdinando Sordelli

Os elementos glandulares distribuem-se de forma irregular ao longo da região cefálica. O osso pré-maxilar apresenta formato triangular, estabelece contato com a glândula supralabial e alcança, na face dorsal, o nível das escamas internasais. As estruturas nasais têm contorno irregular e são ventralmente mais altas que longas. Estão delimitadas anteriormente pela cápsula nasal, anterodorsalmente pela nasal, posteroventralmente pela porção anterior da pré-frontal e ventralmente pela glândula supralabial. A glândula nasal alcança ou ultrapassa a borda superior da órbita em vista dorsal. As escamas supralabiais possuem uma porção posterior parcialmente recoberta pela glândula de Duvernoy, enquanto a extremidade anterior entra em contato com a glândula pré-maxilar. O limite posterior dessas escamas localiza-se abaixo da porção posterior do lobo pós-orbital da glândula de Harder. As glândulas supralabiais mantêm contato com partes dos músculos adutor medial externo e adutor profundo externo da mandíbula.
A glândula de Harder apresenta um lobo pós-orbital parcialmente visível, com a porção dorsal recoberta pelo músculo adutor mandibular externo superficial e a porção ventral em contato direto com a glândula de Duvernoy. Após a remoção do músculo adutor mandibular externo superficial, observa-se que o lobo pós-orbital estende-se posteriormente até a altura do músculo adutor profundo externo da mandíbula. Sua borda superior atinge o terço anterior da cavidade orbital, sem alcançar a face dorsal do parietal. O lobo orbital possui borda dorsal convexa e irregular, ocupando a maior parte da cavidade orbital a partir de sua base ventral. Os lobos orbital e pós-orbital apresentam dimensões semelhantes. A glândula de Duvernoy é pouco desenvolvida, recobre apenas a porção posterior da glândula supralabial e o limite inferior da glândula de Harder, sem estabelecer contato com os músculos adutores da mandíbula. Sua altura máxima é inferior a um terço da altura total da cavidade orbital. A glândula rictal é pouco distinta ou ausente.
As glândulas infralabiais são alongadas e apresentam limite posterior em contato com o músculo adutor medial externo, alcançando aproximadamente o mesmo nível da extremidade posterior da glândula de Duvernoy. Não há conexão anteromedial entre as infralabiais, cuja porção mesoposterior é ligeiramente mais espessa. A glândula sublingual medial é estreita, longitudinal e posicionada anteriormente entre as porções mesiais das sublinguais laterais, com suas extremidades posteriores localizadas ao nível do fim das infralabiais. Já as glândulas sublinguais laterais são elipsoidais e dispostas de maneira divergente ao longo do eixo anteroposterior.

### Crânio
O crânio apresenta forma retangular quando visto de cima, com uma leve constrição na altura dos ossos frontais. A superfície superior é predominantemente plana e lisa, exceto na região occipital, onde se observam cristas e uma inclinação acentuada na parte posterior do supraoccipital. Lateralmente, a altura do crânio aumenta de forma gradual até alcançar os frontais, mantendo-se relativamente constante até sua extremidade posterior. A porção ventral mostra hemimandíbulas arqueadas e levemente aproximadas na linha mediana. A pré-maxila é triangular em vista frontal, com um processo ascendente afilado que não alcança as nasais. Seus processos transversos são oblíquos, situando-se anteriormente em relação aos maxilares, enquanto os processos vomerinos, curtos e convergentes, formam um “V” voltado para trás, alcançando a região anterior do vômer sem se tocarem. A septomaxila possui processos laterais ascendentes curtos que não atingem as extremidades das nasais, enquanto sua porção medial estabelece contato com a lâmina vertical das nasais e com o processo ascendente da pré-maxila; posteriormente, une-se ao vômer.
As nasais possuem formato triangular em vista dorsal, com a base localizada na junção entre ambas. A borda anterior é afilada e não entra em contato com a pré-maxila. Esses ossos se conectam aos frontais por meio da lâmina vertical, que também se articula com a septomaxila e o vômer. O vômer, por sua vez, conecta-se dorsalmente à septomaxila e apresenta uma região mesoventral globosa com uma abertura circular correspondente à fenestra exocoanal; nessa área, os vômeres se aproximam medialmente. Os pré-frontais exibem, em vista lateral, um processo anterior fino e bem desenvolvido, enquanto a porção posterior, côncava, molda a borda frontal da órbita. Na vista posterior, é possível observar o forame lacrimal junto à base. O contato com os frontais é oblíquo, e ventralmente esses ossos se articulam com o processo maxilar e com o processo coanal do palatino. Os frontais têm superfície superior lisa, com sutura medial bem marcada; suas bordas anterolaterais são inclinadas e projetadas, conectando-se aos pré-frontais. A margem anterior tem formato de “V”, enquanto a sutura com o parietal é geralmente reta ou levemente curvada. A região posterolateral pode exibir até três forames. A lâmina vertical contata anteriormente os processos ascendentes da septomaxila e das nasais, além de se unir ao parabasefenoide.
O parietal é arredondado em vista dorsal, com comprimento equivalente à largura. As bordas anteriores são côncavas ou retas e fazem contato com os frontais. Cristas laterais se estendem até a região de união com o supraoccipital, mantendo-se separadas. Anteriormente, o parietal se articula com os frontais nas laterais e com o parabasefenoide na face inferior; posteriormente, conecta-se ao proótico e ao supratemporal. O postorbital delimita a borda posterior da cavidade orbital, sem contato com os frontais. Seu eixo é retilíneo em vista lateral, sem curvatura ventral, e não se aproxima da junção entre ectopterigoide e maxila. O supraoccipital conecta-se anteriormente ao parietal por uma sutura curva; lateralmente, articula-se com o supratemporal e o proótico, e posteriormente com o exoccipital. A região anterior é mais estreita, enquanto a porção posterior apresenta duas cristas oblíquas voltadas aos supratemporais e uma crista medial saliente, que pode tocar os exoccipitais. Essa área encontra-se rebaixada em relação à parte anterior do osso. O exoccipital tem forma irregular em vista superior, com uma constrição central e duas cristas laterais que prolongam as cristas do supraoccipital; medialmente, pode haver uma crista alinhada com a crista medial. Ele se articula ventralmente com o basioccipital e lateralmente com o proótico. A fenestra ovalis localiza-se entre o supraoccipital e o proótico, com o forame jugular logo abaixo.
O basioccipital possui contorno hexagonal, articulando-se anteriormente com o parabasefenoide e, nas regiões lateral e posterior, com o proótico e os exoccipitais. A parte anterior mostra três processos dentígeros salientes ou discretos, afastados da sutura com o parabasefenoide. O proótico estabelece múltiplos contatos: dorsalmente com o supratemporal, anterolateralmente com o parietal, ventralmente com o parabasefenoide e o basioccipital, dorsoposteriormente com o supraoccipital e posterolateralmente com o exoccipital. Apresenta dois forames laterais correspondentes aos ramos maxilar e mandibular do nervo trigêmeo. Sua borda posterior delimita, com o exoccipital, a margem anterior da fenestra ovalis. O complexo parabasefenoide tem forma de lança, alargando-se posteriormente e afinando-se à frente a partir da junção entre ectopterigoide e maxila. Posteriormente, articula-se com o basioccipital; posterodorsalmente, com o proótico e o parietal; dorsoanteriormente, com o frontal; e anteroventralmente, com o processo coanal do palatino. O forame vidiano posterior está localizado junto às suturas com proótico e parietal, e o basisfenoide exibe uma crista medial pronunciada na altura da borda posterior da cavidade orbital.
As maxilas são arqueadas em direção à pré-maxila em vista dorsal, com leve torção lateral entre os contatos com o pré-frontal e o ectopterigoide. Lateralmente, formam a margem inferior da órbita e estendem-se desde os processos vomerinos da pré-maxila até a região do pós-orbital, ocupando mais da metade do comprimento do crânio. Na superfície inferior, há de 31 a 35 dentes subiguais, recurvados, com os posteriores ligeiramente maiores e ausência de diastemas. O processo palatino situa-se no terço anterior e é recoberto pelo pré-frontal, enquanto o processo ectopterigoide localiza-se mais posteriormente. Os ectopterigoides são delgados, ligeiramente arqueados, com a extremidade anterior em forma de meia-lua sobrepondo o processo ectopterigoide da maxila; a extremidade posterior articula-se com a face superior do pterigoide. Os pterigoides são longos, com extensão equivalente à metade do crânio, e carregam entre 33 e 37 dentes subiguais ao longo da face inferior. A parte anterior é afilada e conecta-se ao palatino, alargando-se até o ponto de articulação com o ectopterigoide, e posteriormente estreita-se novamente, divergindo até se unir ao quadrado.
Os palatinos são finos, retos e ligeiramente mais curtos que os dentários, com 20 a 23 dentes subiguais dispostos ventralmente. O processo coanal direciona-se medialmente ao parabasefenoide, enquanto o processo anterolateral se articula com o processo palatino da maxila. A extremidade posterior apresenta bifurcação, sendo o ramo medial mais longo e conectando-se ao pterigoide ao nível do processo ectopterigoide da maxila. Os supratemporais são laminares, longos, com comprimento semelhante ao do quadrado. A extremidade anterior pode alcançar ou ultrapassar a sutura com o parietal; lateralmente, contata o proótico e o exoccipital, enquanto a extremidade posterior se articula com o quadrado. Este último é achatado na porção dorsal, em contato lateral com o supratemporal. Sua face medial contém um processo para articulação com a columela auris, enquanto a extremidade inferior se une à cavidade glenoide do processo retroarticular da mandíbula; a face ventromedial articula-se com a porção posterior do pterigoide. Em vista geral, o osso quadrado afunila-se no sentido dorsoventral.
Os dentários possuem extremidade anterior recurvada em direção à hemimandíbula oposta. A face lateral é levemente convexa e exibe um forame mentoniano na região mediana. Após o forame, divide-se em dois ramos: dorsal, mais longo, e ventral. A superfície superior apresenta de 32 a 36 dentes cônicos, orientados para trás. Os esplênios afinam-se anteriormente, articulando-se com o dentário. O forame milo-hióideo anterior encontra-se junto ao angular. Este último tem forma alongada e triangular, afinando-se posteriormente e articulando-se anteriormente com o dentário e com o esplenial. O forame milo-hióideo posterior localiza-se próximo à junção com o esplenial, sendo essa articulação visível por baixo. O osso composto representa cerca de três quartos da mandíbula. A crista surangular é arredondada em sua borda superior e menos elevada que a crista pré-articular. Lateralmente, afina-se à frente, encaixando-se entre os processos do dentário. O forame posterior do surangular permanece exposto.

## Distribuição e habitat
Chironius flavolineatus ocorre nas terras baixas do Peru e através de formações abertas da Bolívia (Santa Cruz), Paraguai (Amambaí) e Brasil (estados de Tocantins, Sergipe, São Paulo, Rio Grande do Norte, Pernambuco, Paraíba, Pará, Alagoas, Amapá, Amazonas, Bahia, Distrito Federal, Ceará, Goiás, Maranhão, Mato Grosso, Mato Grosso do Sul, Minas Gerais e Rondônia), em altitudes que variam entre 300 e 1 700 metros. Esta espécie ocorre nos biomas do Cerrado, Caatinga, Amazônia e Mata Atlântica e nas Florestas Secas Chiquitanas, onde habita áreas de savana com predominância de gramíneas (estepes) e em formações mistas de caatinga, agreste, savana. Apresenta hábitos semiarborícolas. C. flavolineatus e C. brazili apresentam algum grau de simpatria, embora diferenciem-se principalmente pelo gradiente altitudinal de ocorrência: C. brazili é geralmente encontrado entre 700 e 900 metros de altitude, enquanto C. flavolineatus ocorre com mais frequência entre 100 e 400 metros acima do nível do mar.

## Ecologia
Chironius flavolineatus é territorialista. A análise do padrão de atividade entre as estações não revelou diferença estatisticamente significativa na presença de adultos entre os períodos seco e chuvoso, embora os dados sugiram uma menor frequência de indivíduos adultos durante a estação seca. Esse padrão pode refletir uma diminuição na atividade superficial ou na detecção dos indivíduos nesse período. Apresenta dieta exclusivamente composta por anuros, com predominância de indivíduos da família dos hilídeos (Scinax fuscovarius, S. signatus, S. ruber, B. albopunctata, B. raniceps e B. bischoffi), cicloranfídeos (Thoropa miliaris) e leptodactilídeos (Physalaemus cuvieri]]).

### Comportamento de defesa
O comportamento de mergulho como estratégia de fuga, embora comum em serpentes marinhas e semi-aquáticas, é pouco documentado entre espécies terrestres e arborícolas. Mascarenhas et all. (2020) flagraram a espécie utilizando o mergulho como resposta defensiva, comportamento até então inédito. Durante a observação, o indivíduo, ao ser perturbado, lançou-se na água e submergiu, utilizando o meio aquático como rota de escape. Essa tática, apesar de excepcional entre serpentes não aquáticas, pode representar uma estratégia adicional de defesa para C. flavolineatus, especialmente em ambientes com disponibilidade hídrica próxima. Embora o gênero Chironius seja amplamente reconhecido por seus hábitos diurnos e arborícolas, comportamentos semelhantes foram relatados em C. diamantina, que mergulhou num rio ao ser capturada nas margens. No entanto, o registro em C. flavolineatus destaca um padrão comportamental ainda pouco explorado, sugerindo maior flexibilidade ecológica e adaptativa do que se supunha anteriormente.

### Ciclo reprodutivo
Chironius flavolineatus exibe um ciclo reprodutivo claramente sazonal, com maturação folicular e presença de ovos no oviduto ocorrendo principalmente durante a estação chuvosa. Embora haja registro de uma fêmea com ovos no oviduto e folículos vitelogênicos no mesmo ovário em outubro, não há evidências de reprodução sazonal contínua. Essa sobreposição indica a possibilidade de múltiplas ninhadas durante a estação chuvosa, uma estratégia comum entre colubrídeos tropicais, especialmente em ambientes com oferta constante de alimento e condições ambientais favoráveis. O comportamento de cortejo registrado também em outubro reforça a ideia de que o acasalamento ocorre preferencialmente nesse período úmido do ano, possivelmente em mais de um momento durante a estação.
As fêmeas produzem ninhadas com número médio de ovos ao redor de 5,9 (variação de 3 a 11; N = 21), e o tamanho médio dos ovos é de 34,4 milímetros (entre 25,1 e 51,3 milímetros; N = 21). Embora o número de ovos não varie significativamente em relação a espécies próximas, o tamanho dos ovos de C. flavolineatus é estatisticamente maior. Há uma correlação positiva entre o tamanho da fêmea e o tamanho da ninhada, indicando que indivíduos maiores tendem a produzir mais ovos. Por outro lado, observou-se uma correlação negativa entre o tamanho da ninhada e o tamanho individual dos ovos, sugerindo que há um limite energético que condiciona a alocação de recursos entre número e tamanho da prole - um padrão comum em serpentes ovíparas. No entanto, não foi encontrada correlação significativa entre o tamanho da fêmea e o tamanho dos ovos.
No caso dos machos, os dados indicam uma produção contínua de espermatozoides ao longo do ano. O volume dos testículos e o diâmetro do ducto deferente não apresentaram variação sazonal, o que aponta para uma espermatogênese constante, independente do período climático. Essa condição está em contraste com espécies em que a reprodução ocorre em um único período do ano, nas quais os testículos variam de tamanho conforme o ciclo reprodutivo. Apesar de os testículos de C. flavolineatus serem em média maiores do que os de espécies próximas, a diferença não foi estatisticamente significativa.
A coexistência de ovos no oviduto e folículos vitelogênicos maduros em fêmeas da espécie sugere a ocorrência de múltiplas ovulações, o que pode resultar em mais de uma ninhada ao longo da estação reprodutiva. Embora essa condição também seja observada em outras espécies do gênero, em C. flavolineatus ela está restrita à estação chuvosa, indicando um padrão sazonal prolongado em vez de reprodução contínua ao longo do ano. A presença simultânea de ovos e folículos maduros também pode representar uma adaptação às condições ambientais favoráveis, maximizando o sucesso reprodutivo no período em que os recursos são mais abundantes.
Por fim, o maior tamanho corporal das fêmeas em relação aos machos pode ser interpretado como resultado de pressões seletivas associadas à fecundidade. Fêmeas maiores não apenas abrigam mais ovos, mas também podem influenciar positivamente a sobrevivência e o desenvolvimento da prole. Essa relação entre o tamanho corporal e o desempenho reprodutivo já foi registrada para diversos colubrídeos neotropicais e encontra respaldo nos dados de C. flavolineatus. A combinação de reprodução sazonal com ninhadas múltiplas, ausência de sazonalidade na espermatogênese e dimorfismo sexual orientado à fecundidade define uma estratégia reprodutiva coerente com as pressões ecológicas de ambientes tropicais.

## Conservação
A União Internacional para a Conservação da Natureza (UICN) classifica Chironius flavolineatus como uma espécie pouco preocupante (LC), em decorrência de sua ampla distribuição, por ser comum e por sua presença em muitas áreas protegidas. A espécie é afetada pelo desmatamento para criação de espaços para agricultura, mas por sua ampla ocorrência não se trata de uma ameaça que impossibilite sua manutenção. Em 2007, a espécie foi classificada como vulnerável (VU) na Lista de espécies de flora e fauna ameaçadas de extinção do Estado do Pará; em 2014, com a rubrica "dados insuficientes" (DD) na Lista das Espécies da Fauna Ameaçadas de Extinção no Rio Grande do Sul; e em 2018, foi classificada como menos preocupante (LC) no Livro Vermelho da Fauna Brasileira Ameaçada de Extinção do Instituto Chico Mendes de Conservação da Biodiversidade (ICMBio).